# Nối điện xoay chiều dân dụng
Nối điện xoay chiều dân dụng cho phép đưa điện từ nguồn điện tới vật dụng cần điện trong nhà. Nó gồm có phích điện hay phích cắm và ổ điện. Ổ điện gắn với vật tiêu thụ điện, còn phích điện gắn với nguồn điện. Khi muốn truyền điện, ta tạo nên tiếp xúc giữa phích điện và ổ điện. Muốn làm được điều đó, cả hai phải tương thích với nhau (cùng tuân theo tiêu chuẩn nhất định về hình dáng và an toàn điện).
Phích điện thường có 2 đến 3 chân kim loại (niken, đồng, thép không gỉ...) nhô ra để có thể tiếp xúc tốt (về mặt cơ học và điện học) với các lỗ cắm ở trong nguồn. Hai chân quan trọng là chân nóng và chân nguội (hay mát). Chân thứ 3 có thể thêm vào là chân tiếp đất. Ở nhiều loại phích điện, không có sự khác biệt giữa chân nóng và nguội (cả hai đều là chân nóng).
Ổ điện thường có các lỗ để đưa phích điện vào tiếp xúc.

 từ nguồn ba pha) hoặc thậm chí là ba pha. Nhưng đa số nguồn điện dân dụng là "một pha", gồm một dây nóng và một dây nguội. Phần sau đây chỉ nói về các phích và ổ điện cho đường điện một pha.

## Ba dây

### Dây nóng (dây pha)
Dây nóng mang dòng điện xoay chiều. Hiệu điện thế biến đổi tùy quốc gia, tùy tiêu chuẩn. Trong một số trường hợp, 2 dây chính đều là dây nóng, có thể từ 2 pha của đường cung cấp 3 pha, hoặc lấy từ biến thế một pha. Một số ổ điện (đặc biệt ổ chỉ có 2 lỗ) không phân biệt chân nóng và chân nguội.

### Dây nguội (dây trung tính)
Dây nguội trên lý thuyết có cùng điện thế với đất và không gây điện giật như dây nóng. Trên thực tế luôn nên thận trọng coi nó như dây nóng. Dây nguội có thể có điện thế khác đất, và gây điện giật, khi việc truyền tải điện không cân pha.điện áp trên dây nguội bằng 5% điện áp trên dây nóng.

### Dây đất
Dây đất nhằm mục đích an toàn. Nó mang dòng điện sinh ra vì bất cứ lý do gì trên bề mặt vật dụng tiêu thụ điện xuống đất, để người sử dụng không trực tiếp bị điện giật.
Điện rò rỉ có thể là do:
- Một dây nóng tiếp xúc với vỏ kim loại do lỗi kỹ thuật hay do tác nhân như độ ẩm cao, bụi,...
- Cảm ứng điện từ gây ra trên vỏ kim loại bởi lỗi thiết kế,...

Nếu không nối đất, người sử dụng tiếp xúc với vỏ kim loại sẽ có thể bị điện giật. Khi nối đất, điện truyền qua dây đất xuống đất, và không đi qua người (vốn có điện trở lớn hơn dây điện). Ngoài ra, nếu dòng điện rò rỉ lớn, tương đương chập mạch, cầu chì có thể tự động ngắt, tránh cháy nổ.
Không dùng dây nguội để làm dây đất được, vì dây nguội có thể không nối trực tiếp xuống đất và luôn được dùng để mang dòng điện xoay chiều nuôi vật tiêu thụ.

## Lịch sử

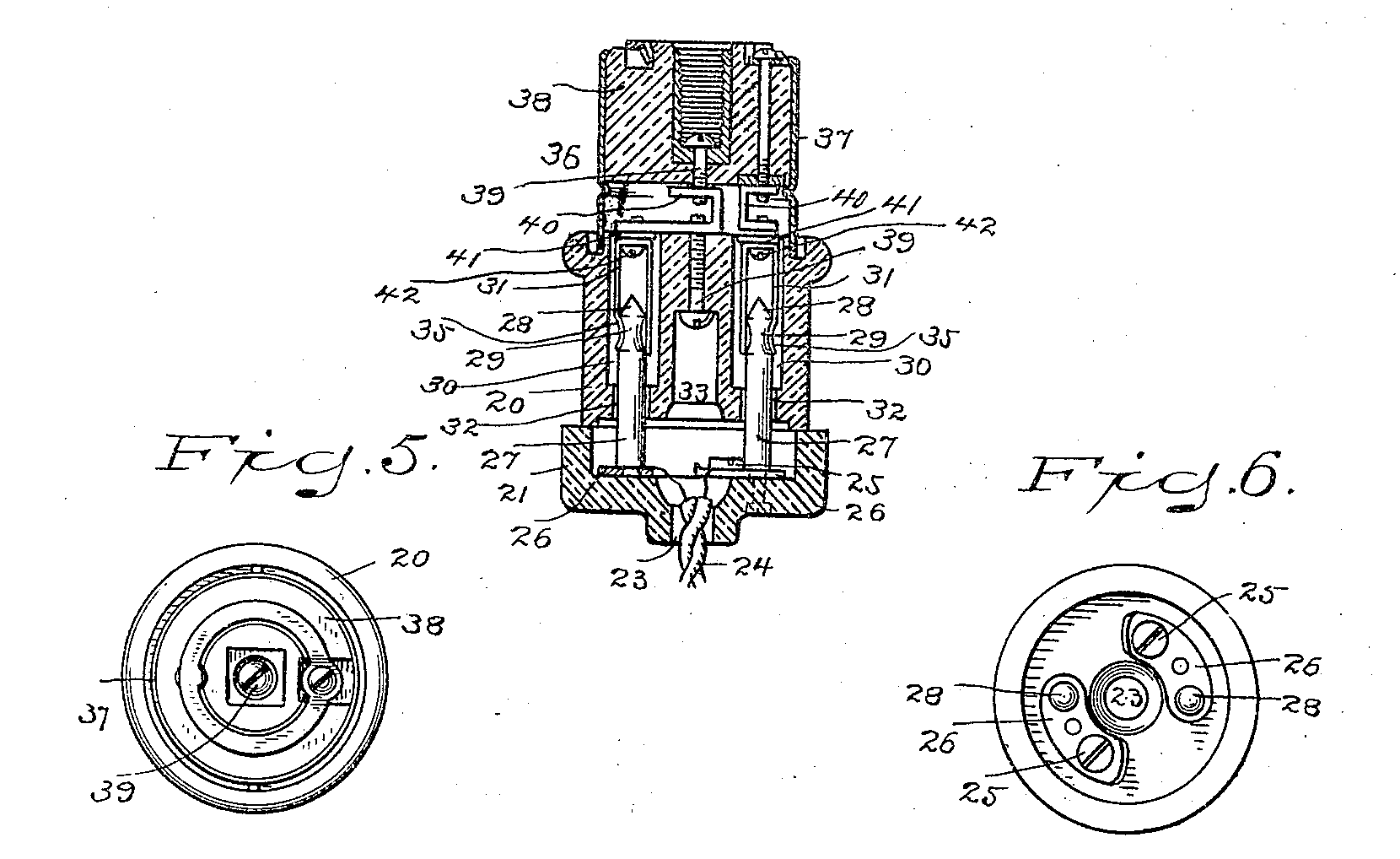
Ổ điện và phích điện đầu tiên đã được cấp bằng sáng chế tại Mỹ, số 774250.

Khi điện năng đi vào đời sống dân dụng lần đầu, nó đã được dùng chủ yếu để thắp sáng. Tuy nhiên, nó nhanh chóng giúp sưởi ấm và chạy các máy móc có ích, khiến cho một phương pháp tiêu chuẩn để nối điện từ nguồn đến vật tiêu thụ trở nên cần thiết. Ổ điện và phích điện đã được sáng chế bởi Harvey Hubbell và đã được cấp bằng sáng chế năm 1904.
Ở phương Tây thời đó, nhiều công ty cung cấp điện cho việc thắp sáng với giá rẻ hơn cho các việc khác khiến cho nhiều vật dụng không có mục đích thắp sáng cũng được gắn nối điện đến nguồn điện cho bóng đèn. Hình sau cho thấy một máy nướng bánh, năm 1909, có phích để nối vào ổ điện của bóng đèn.

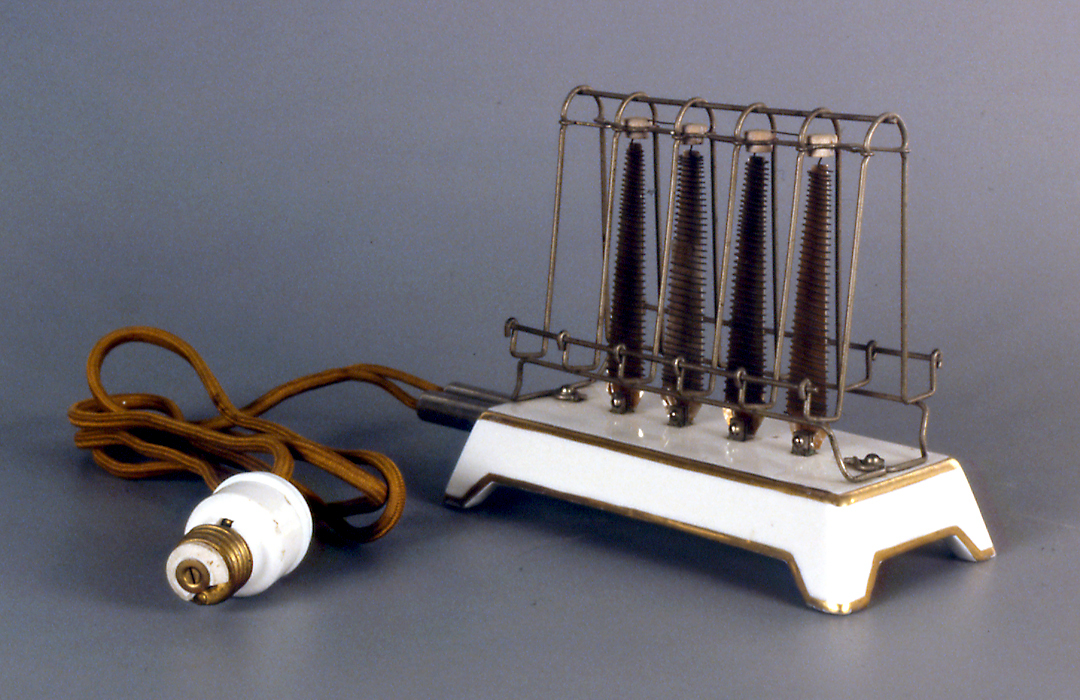
Máy nướng bánh có phích để nối vào ổ điện của bóng đèn

Khi nhu cầu về sự an toàn của việc tiết lập các dụng cụ điện tăng lên, hệ thống nối điện với dây đất được phát triển.
Ngày nay, chúng ta có nhiều tiêu chuẩn khác nhau tại mỗi quốc gia về nối điện. Lý do là mỗi nước đều muốn phát triển các thiết kế và tiêu chuẩn riêng. Tại nhiều nước, trong đó có Việt Nam, tồn tại nhiều loại nối điện theo các tiêu chuẩn khác nhau tạo nên một sự phức tạp và vấn đề an toàn cho người dùng.
Để khắc phục tình trạng này, một số nước đã đồng ý một số tiêu chuẩn có thể "chung sống" được với nhau. Nhưng lịch sử vẫn còn để lại nhiều công trình hạ tầng điện theo các tiêu chuẩn rất cũ và tiến trình đổi mới vẫn còn chậm.

## Bản đồ thế giới về tiêu chuẩn nối điện dân dụng
Bản đồ dưới đây cho biết các tiêu chuẩn về nối điện dân dụng tại các quốc gia trên thế giới. Các tiêu chuẩn được tô màu cho dễ nhận dạng.

Phân chia theo kiểu nối điện. Ấn vào để nhìn ảnh to hơn.

## Các loại nối điện
Các tiêu chuẩn nối điện thay đổi về hình dáng và kích thước tùy theo quốc gia. Mỗi tiêu chuẩn được đặt tên bằng chữ cái viết hoa, theo phương pháp của chính phủ Mỹ, cộng thêm chú thích trong ngoặc về tên quốc gia sáng chế ra tiêu chuẩn đó và số chân. Các đề mục nhỏ miêu tả các biến thể của tiêu chuẩn dùng tại những nơi cụ thể.
Trong các trình bày bên dưới, các thiết bị tiêu thụ điện được phân ra làm hai loại, IEC I và IEC II. Loại IEC I dành cho các thiệt bị có dây đất, tiêu thụ dòng điện lớn. Loại IEC II thường cho các dụng cụ không có dây đất, được cách điện 2 lần để tăng độ an toàn.

### Loại A (Mỹ 2-chân)
NEMA 1-15
Phích cắm loại này có 2 chân tải điện dẹt và song song với nhau. Nó là tiêu chuẩn cho hầu hết Bắc Mỹ, Trung Mỹ và các đảo vùng Caribbean cho các thiết bị nhỏ như đèn điện hay được "cách điện kép". Các ổ điện theo tiêu chuẩn này không còn được dùng trong các xây dựng từ 1965, nhưng vẫn còn tồn tại ở những nhà cổ hơn. Các mẫu đầu tiên đối xứng (cắm theo 2 chiều đều được), nhưng sau này chân nguội được làm rộng hơn nên chỉ có một cách cắm. Các dây điện kép dân dụng ở Bắc Mỹ nhẵn hơn ở bên dây nóng và lượn sóng bên dây nguội; điều này có thể giúp tìm ra hướng cắm phích không đối xứng nhanh hơn.
NEMA 2-15 và 2-20
Đây là biến thể của loại trên dành cho hiệu điện thế 240 V. Loại 2-15 có 2 chân bị quay ngang 90 độ còn loại 2-20 chỉ có một chân bị quay như vậy. Trường hợp gặp chúng rất hiếm.
JIS 8303, Loại II
Các phích cắm ở Nhật Bản rất giống NEMA 1-15. Tuy vậy, hệ thống tiêu chuẩn ở Nhật có yêu cầu khắt khe hơn về kích thước, các ký hiệu và mọi phích cắm phải được kiểm tra bởi Tiêu chuẩn Công nghiệp Nhật Bản (MITI). Nối điện của Nhật đối xứng. Các kích thước giống kích thước của chân bé hơn trong tiêu chuẩn Bắc Mỹ (loại A mới và loại B).
Ngoài ra, tiêu chuẩn kích thước dây và dòng chịu được khác với các nơi khác trên thế giới. Phích điện Nhật Bản có thể cắm vừa các ổ của Bắc Mỹ, nhưng các phích từ Bắc Mỹ đa phần cần thêm chuyển tiếp để cắm vào ổ điện tại Nhật, đặc biệt là với phích có chân tiếp đất.

### Loại B (Mỹ 3-chân)
NEMA 5-15 / CS22.2, Nº42

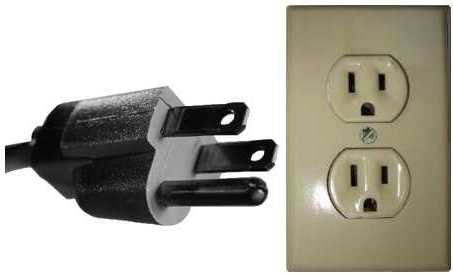
Một nối điện Mỹ có 3 chân.

Phích cắm này có 2 chân tải điện giống loại A, nhưng thêm chân tiếp đất. Tại Mỹ, nó theo tiêu chuẩn Mỹ NEMA 5-15. Tại Canada, nó theo tiêu chuẩn Canada CSA 22.2, Nº42. Nó chịu được cường độ dòng điện 15 ampe và dùng cho hiệu điện thế 120 V. Chân tiếp đất dài hơn hai chân tải điện, để thiết bị được tiếp đất trước tiên khi mới cắm điện vào.
JIS 8303, Loại I

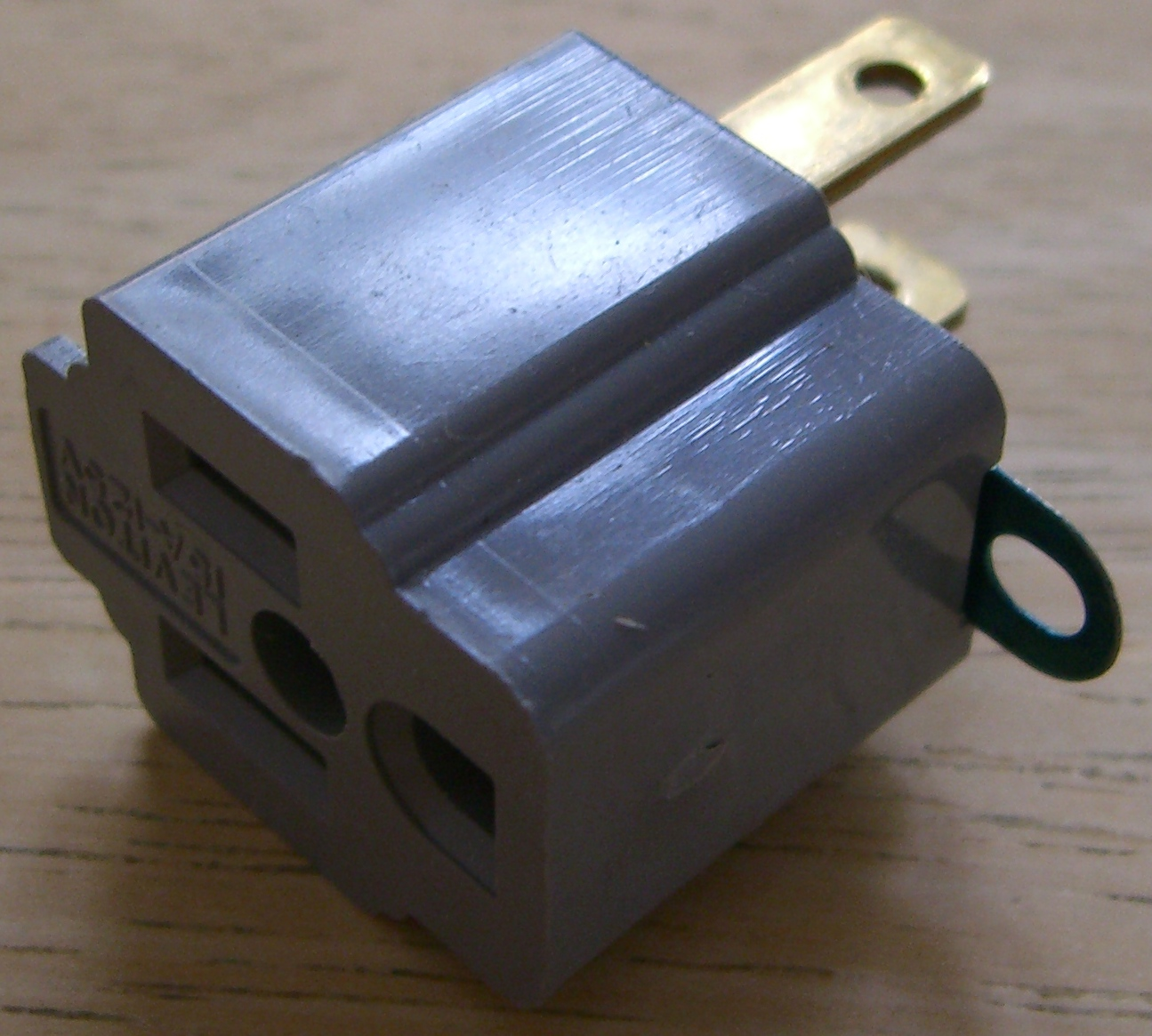
Một ổ chuyển tiếp có thể được dùng để cắm phích 3 chân vào ổ 2 chân. Dây đất nên được nối đất qua một dây bên ngoài

Các phích và ổ loại B ở Nhật Bản cũng tương tự các phích và ổ loại B ở Mỹ. Những điểm khác cũng giống với những điểm khác đã nêu ở loại A. Loại B ít được sử dụng ở Nhật Bản.
Châu Mỹ Latinh
Tại Châu Mỹ Latinh, các phích loại B, dùng cho các thiết bị tiêu thụ loại I, thường bị cắt mất chân tiếp đất để cắm vừa vào ổ loại A.

### Loại C (Châu Âu 2-chân)
CEE 7/16 (Europlug)

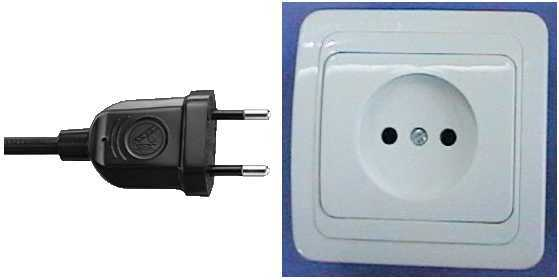
Phích CEE 7/16 là loại được dùng nhiều ở Việt Nam, Châu Âu và nhiều nước trên thế giới. Nó không có dây đất.

Đây là phích 2 chân, không có dây đất. Hay chân này tròn, đường kính 4 mm, thường được làm tròn ở đầu cho dễ cắm. Loại này còn gọi là Europlug miêu tả trong CEE 7/16. Đây là loại phổ biến nhất trên thế giới, trong đó có Việt Nam. Nó có thể cắm vào mọi ổ điện có lỗ tròn 4.0 mm cách nhau 19 mm. Nó được dùng ở hầu hết các nước Châu Âu trừ Vương quốc Liên hiệp Anh và Bắc Ireland, Ireland và Malta. Rất nhiều nước đang phát triển dùng nó. Nó thường được cho phép sử dụng với thiết bị thuộc loại II với dòng điện có cường độ nhỏ hơn 2.5 A. Nó đối xứng, có thể cắm theo 2 chiều. Nó cũng được miêu tả trong tiêu chuẩn CEI 23-5 của Ý.

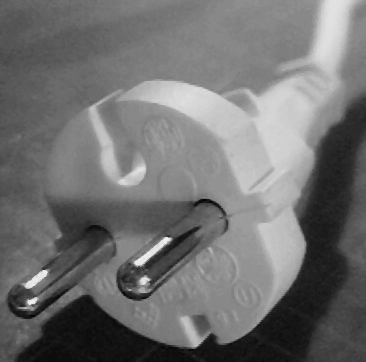
CEE 7/17
Đây là loại phích cắm đối xứng có thể bị ngộ nhận thuộc loại E or F. Nó có 2 chân tròn giống loại trên, nhưng đường kính 4.8 mm, giống như loại E và F, và một tấm chắn bằng chất dẻo không cho nó cắm vào ổ nhỏ mà CEE 7/16 có thể chui vào. Chỉ có các ổ tròn cho loại E và F chấp nhận nó. Tấm chắn được đục lỗ dành cho chân đất nhô ra của một số loại ổ điện. Nó dành cho thiết bị loại II. Loại phích cắm này cũng thông dụng ở Việt Nam. Nó cũng được định nghĩa trong CEI 23-5.
BS 4573
Đây là biến thể của phích loại C dùng cho máy cạo râu trong phòng tắm ở Vương quốc Liên hiệp Anh và Bắc Ireland và Ireland.
Ổ điện

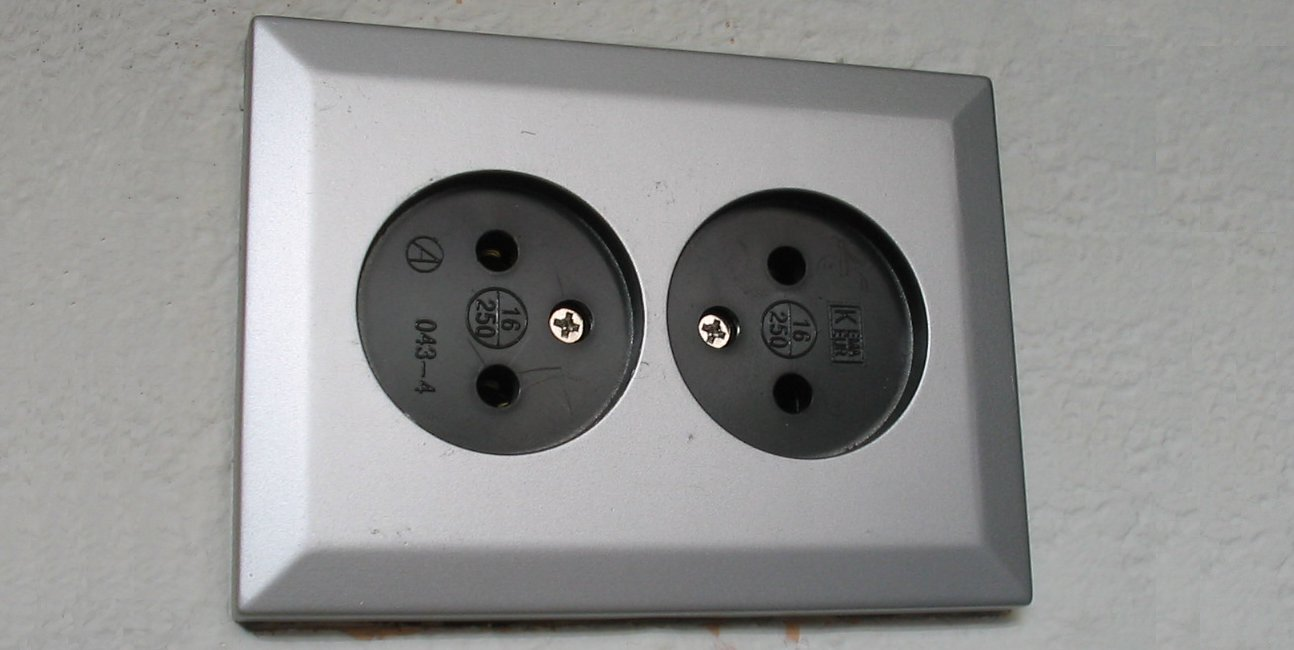
Ổ không có nối đất có thể cắm phích Schuko và phích điện Pháp

Một số ổ loại C chỉ nhận chân tròn đường kính 4 mm hoặc có tấm chắn bằng chất dẻo không cho phích Schuko và phích Pháp cắm vào. Một số khác cho phép chân tròn đường kính 4.8 mm và chấp nhận phích Schuko và phích Pháp.
TCVN 6188-1:1996, TVCN 6190-1999
Tại Việt Nam, ổ cắm và phích cắm dùng trong gia đình và các mục đích tương tự được công bố trong Tiêu chuẩn Việt Nam TCVN 6188-1:1996, hay mới hơn là TVCN 6190-1999, theo Trung tâm Tiêu chuẩn Chất lượng Việt Nam. Các tiêu chuẩn này tương đương với chuẩn IEC 884/1-1994 của quốc tế. Các loại nối điện tại Việt Nam hiện chủ yếu làm việc với hiệu điện thế 220 V và tần số 50 Hz, với cường độ dòng điện tối đa cỡ 10 ampe. Khoảng cách hai chân nóng và nguội là khoảng từ 18,8 đến 19,2 mm. Tuy nhiên các tiêu chuẩn về kích thước, cường độ dòng điện, độ chịu nhiệt,... không được một bộ phận đồ điện trên thị trường tuân thủ nghiêm ngặt. Các loại nối điện khác cũng được lưu hành ở Việt Nam, đặc biệt là các loại có thêm chân tiếp đất, được sử dụng một cách tự phát do nhu cầu của người dân.

### Loại D (Anh cổ 3-chân)
BS 546, 5 A

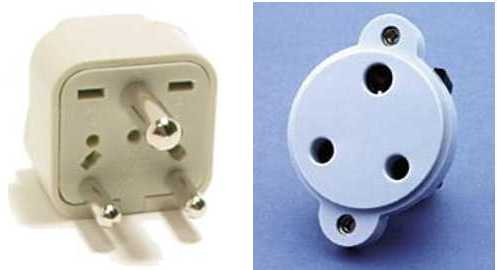
Nối điện loại D

Ấn Độ đã thành lập tiêu chuẩn nối điện dân dụng dựa vào Tiêu chuẩn Anh BS 546. Loại nối điện D này được sử dụng chủ yếu ở Ấn Độ, Sri Lanka, Nepal, Namibia và Hồng Kông. Phích cắm loại này có 3 chân hình trụ lớn. Loại nối điện này dành cho cường độ dòng điện 5 hoặc 2 ampe. Chúng cũng được dùng ở Anh cho các mạch điện thắp sáng để phân biệt với các mạch điện thông thường.

### Loại E (Pháp 2-chân, lỗ đất)
Kiểu E của Pháp

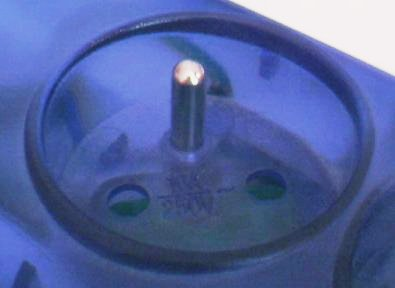
Ổ diện Pháp

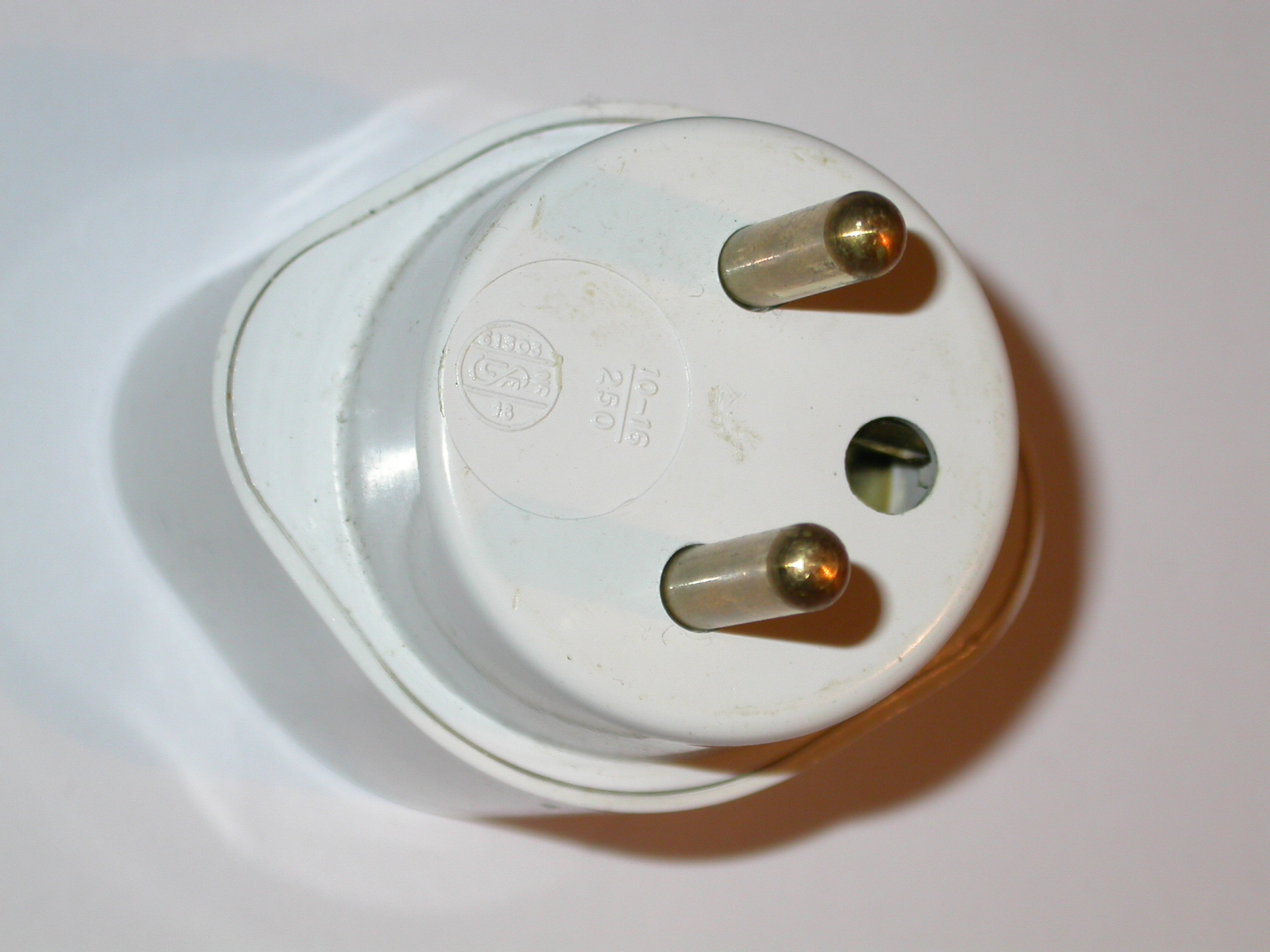
Phích điện Pháp

Pháp, Bỉ và một số nước có tiêu chuẩn nối điện loại E. Ổ cắm loại này có chân tiếp đất nhô ra, thay vì là một lỗ như ở hầu hết các loại ổ khác. Phích cắm rất giống loại C nhưng nó tròn và đặc biệt là có lỗ tiếp đất để cắm vừa chân tiếp đất của ổ. Hai chân tải điện tròn, đường kính 4.8 mm, dài 19 mm và cách nhau 19 mm.
Như vậy các chân tải điện của phích lớn hơn của loại C một chút và không cắm vừa các ổ loại L, mặc dù đôi khi vẫn dùng sức mạnh ấn chúng vào được.

### Loại F (Đức 2-chân, kẹp đất)
CEE 7/4

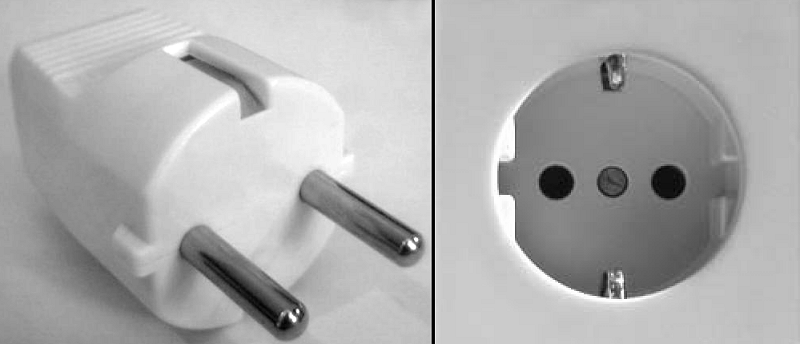
Nối điện Schuko

Phích loại F, CEE 7/4 hay "phích Schuko", dùng ở Đức và một số nước châu Âu lục địa, giống loại E nhưng dùng 2 kẹp hai bên để tiếp đất. Nối điện Schuko đối xứng. Nó chịu được dòng có cường độ tới 16 ampe.
"Schuko" là viết tắt của từ tiếng Đức Schutzkontakt, nghĩa là "tiếp xúc an toàn".
Gost 7396
Các nước thuộc Cộng đồng các Quốc gia Độc lập dùng tiêu chuẩn nối điện tương tự hệ thống Schuko. Các tiêu chuẩn này được miêu tả trong Tiêu chuẩn Gost 7396 của Nga. Các chân tiếp xúc vẫn cách nhau 19 mm, nhưng đường kính chỉ là 4.0 mm (giống loại C). Có thể cắm phích cắm Nga vào ổ điện Schuko, nhưng ổ điện Nga có lỗ nhỏ không dùng được với phích cắm loại E và F.
Nhiều tiêu chuẩn nối điện dân dụng ở Đông Âu gần giống các tiêu chuẩn Schuko. Nước Đông Đức sau khi sáp nhập với Tây Đức tuân theo tiêu chuẩn của Tây Đức. Có vẻ như, các nước Đông Âu đã từng sản xuất các sản phẩm điện dân dụng với tiêu chuẩn Schuko, nhưng khi xuất sang Liên Xô thì lắp phích điện theo tiêu chuẩn Liên Xô.

### Loại E lai F
CEE 7/7

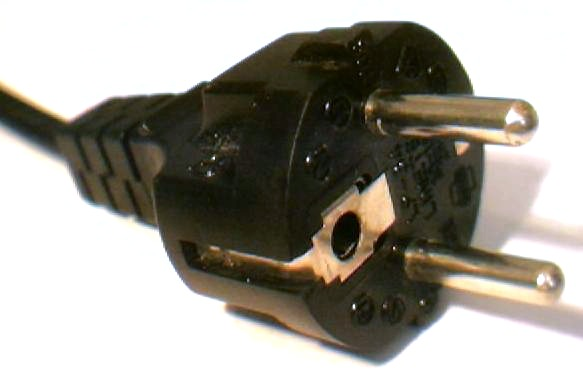
Phích CEE 7/7 Schuko

Loại phích CEE 7/7 ra đời để có thể dùng với cả ổ điện loại E và ổ điện loại F: nó có kẹp tiếp đất hai bên để tiếp xúc với ổ điện CEE 7/4 và có lỗ tiếp đất để tiếp xúc với chân tiếp đất của ổ điện loại E. Các thiết bị điện dân dụng gắn phích cắm loại E/F (CEE 7/7) có thể vừa được sử dụng tại Pháp và Đức.
Loại phích CEE 7/7 không đối xứng (chỉ có một chiều cắm được) khi dùng với ổ điện loại E và đối xứng (có hai lựa chọn chiều cắm) khi dùng với ổ điện loại F. Nó chịu được dòng điện có cường độ tối đa 16 A.

### Loại G (Anh 3-chân)
BS 1363
Loại phích này có 3 chân tiếp xúc hình chữ nhật. Kích thước chân nóng và nguội là 4 × 6 mm, dài 18 mm với 9 mm phía gốc được cách điện. Hai chân này cách nhau 22 mm. Phần cách điện đảm bảo cho ngón tay chẳng may chạm phải các chân này khi cắm hay rút phích không bị giật. Chân tiếp đất có kích thước 4 × 8 × 23 mm.
Tiêu chuẩn Anh BS 1363 yêu cầu các phích này có cầu chì. Cầu chì được chọn tùy theo yêu cầu của thiết bị tiêu thụ, từ 3 A đến 13 A. Đối với các thiết bị thuộc loại II không có tiếp đất, chân tiếp đất thường làm bằng chất dẻo.
BS 1363 được xuất bản năm 1962 và dần thay thế các tiêu chuẩn loại D của BS 546. Hệ thống an toàn này được dùng ở UK và các thuộc địa cũ của Anh.

### Loại H (Israel 3-chân)

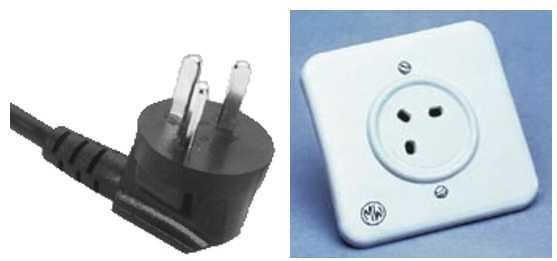
SI 32
Loại phích cắm này, miêu tả trong SI 32, chỉ dùng tại Israel và không thể cắm vào ổ điện của bất cứ nước nào khác. Nó có hai chân dẹt như phích loại B, nhưng nằm chéo và tạo ra hình chữ V, cộng với một chân tiếp đất. Chúng chịu được cường độ dòng điện 16 A. Các ổ điện loại H tại Israel thường được chế tạo với lỗ mở rộng hình chữ V, cho phép cắm được cả các phích loại C.

### Loại I (Úc 2/3-chân)

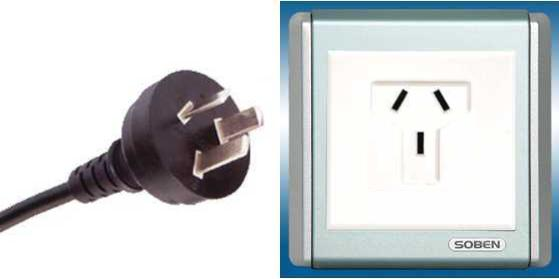
AS 3112
Loại phích này được dùng ở Úc, New Zealand và Papua New Guinea, có 1 chân tiếp đất và 2 chân tải điện dẹt tạo thành hình chữ V. Có biến thể của loại này chỉ gồm 2 chân tải điện dẹt tạo hình chữ V. Thiết diện của các chân dẹt là hình chữ nhật, 6.5 nhân 1.6 mm. Hai chân tải điện nghiêng 30° so với chiều thẳng đứng, do đó tạo với nhau một góc 60°. Khoảng cách giữa chúng là 13.7 mm.
Các ổ điện tại Úc thường được yêu cầu có thêm công tắc đóng mở nguồn bên cạnh để tăng độ an toàn.
Có biến thể của loại này có kích thước lớn hơn dùng cho thiết bị tiêu thụ đến hơn 10 ampe, và dùng với ổ điện chịu được dòng tương ứng.
Loại này trông giống, nhưng không tương thích với, loại H dùng ở Israel. Các tiêu chuẩn nối điện dân dụng tại Úc được miêu tả trong tài liệu SAA AS 3112 và dùng cho dòng điện có cường độ đến 10 A. Năm 2003, bản cập nhật AS/NZS 3112:2000, yêu cầu sử dụng các chân tiếp xúc có cách điện từ năm 2005.
CPCS-CCC
Các phích cắm Úc có thể cắm vừa các ổ điện của Trung Quốc (mặc dù các chân dài hơn 1 mm). Các tiêu chuẩn về nối điện dân dụng của Trung Quốc được miêu tả trong GB 2099.1–1996 và GB 1002–1996. Cùng với các thỏa thuận gia nhập WTO của Trung Quốc, một hệ thống đăng ký chất lượng mới (CPCS) ra đời. Các đồ điện dùng tương thích ở Trung Quốc được đăng ký chứng nhận CCC (China Compulsory Certification) bởi hệ thống này.
Các phích có 3 chân, gồm dây đất, chịu được cường độ dòng điện tới 10 A, và hiệu điện thế 250 V và dành cho các thiết bị tiêu thụ loại 1.
Tại Trung Quốc, các ổ lộn ngược xuống so với các ổ của Úc.
IRAM 2073
Các phích điện của Argentina có 3 dây, có dây đất, chịu dòng tối đa 10 A, điện thế tối đa 250 V và dành cho các thiết bị tiêu thụ loại 1 ở Argentina và Uruguay.
Các phích này trông giống các phích cắm của Úc và Trung Quốc. Các chân tiếp xúc dài hơn của Úc 1 mm và có kích thước hơi khác một chút.
Điểm khác nhất nằm ở chỗ: vị trí các chân nóng và nguội ngược với bên Úc. Điều này cũng không gây trở ngại nhiều trong thực tế vì các thiết kế thường coi dây nguội giống dây nóng. Trong một số thiết bị cũ, không tuân thủ các tiêu chuẩn hiện đại, ví như công tắc chỉ ngắt dây nóng chứ không ngắt cả hai dây nóng và nguội, sự thay đổi ngược này có thể nguy hiểm.

### Loại J (Thụy Sĩ 3-chân)
SEV 1011

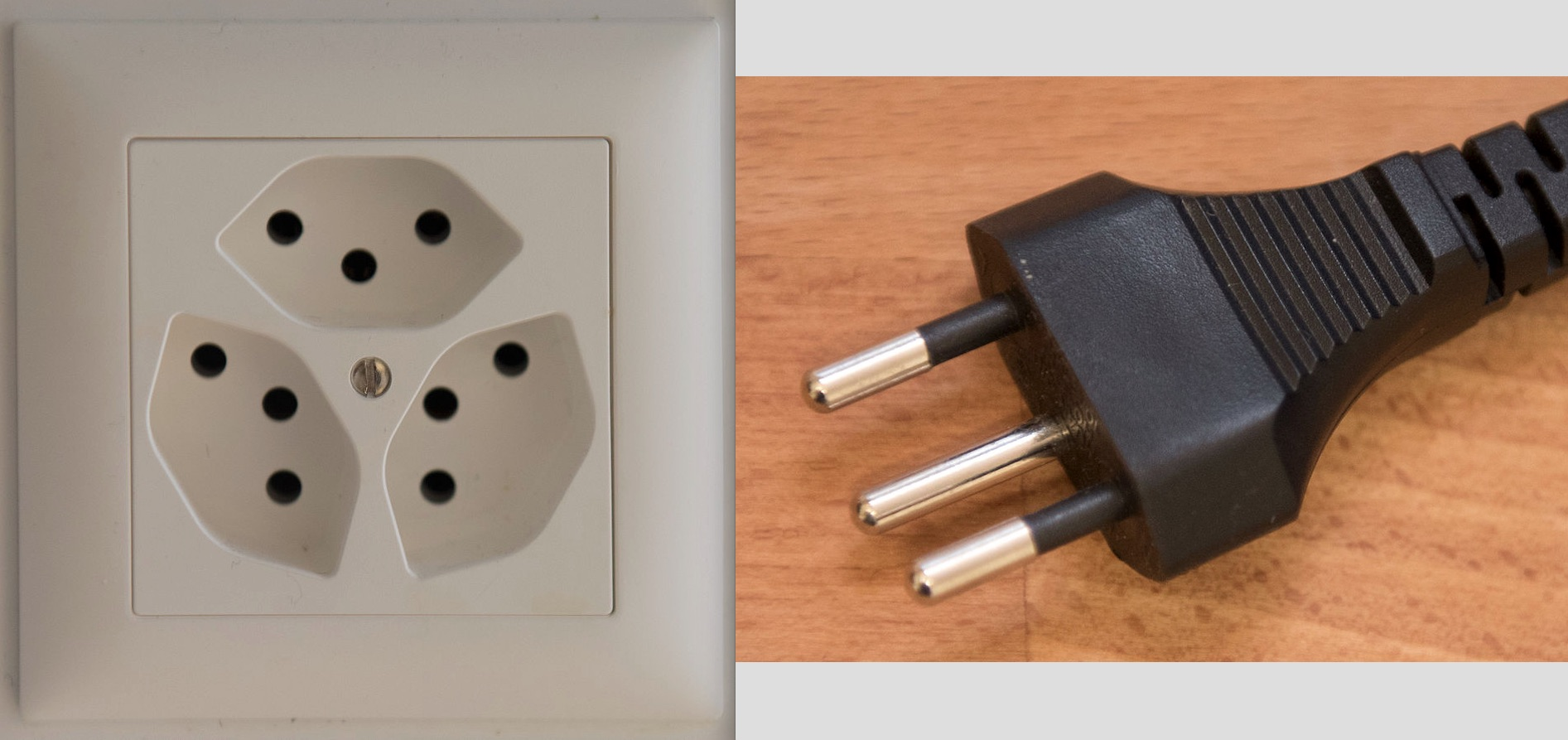
Nối điện Thụy Sĩ

Thụy Sĩ có các tiêu chuẩn riêng về nối điện dân dụng, miêu tả trong SEV 1011. Loại phích J của Thụy Sĩ giống loại C, nhưng có thêm chân nối đất lệch một chút sang một bên, giữa hai chân tải điện. Các ổ điện Thụy Sĩ chấp nhận phích CEE 7/16. Hệ thống nối điện loại J chịu cường độ dòng điện tối đa là 16 ampe.
Loại ổ điện này có thể thỉnh thoảng thấy tại Tây Ban Nha, với tên gọi nhầm là enchufes americanos – ổ cắm Mỹ.
Thụy Sĩ cũng có phích điện 2 chân, với cùng hình dáng và kích thước như các chân nóng và nguội của SEV 1011, nhưng hình dáng lục giác được làm phẳng hơn. Nó cắm vừa các ổ điện (tròn và lục giác) của Thụy Sĩ và các ổ điện CEE 7/16. Chúng chịu cường độ dòng điện tối đa 10 A.

### Loại K (Đan Mạch 3-chân)
Afsnit 107-2-D1

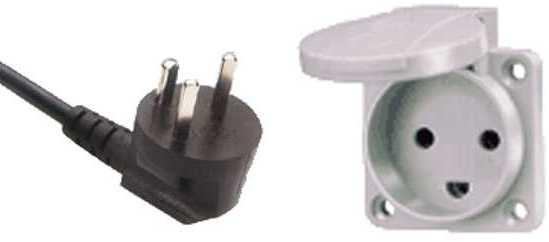
107-2-D1

Loại K của Đan Mạch được miêu tả trong Afsnit 107-2-D1. Phích cắm giống loại F nhưng nó có chân tiếp đất nhô ra thay vì kẹp tiếp đất hai bên. Các ổ điện loại này cũng chấp nhận phích CEE 7/4, CEE 7/7, CEE 7/16 hay CEE 7/17, tuy nhiên sẽ không có tiếp đất khi các loại phích này, vốn không có chân tiếp đất nhô ra, được dùng. Do đó, vì lý do an toàn, cần dùng đúng phích loại K ở Đan Mạch. Có biến thể của loại này dùng để chống chập mạch. Mọi biến thể đều chịu cường độ dòng điện tối đa là 10 A.

### Loại L (Ý 3-chân)

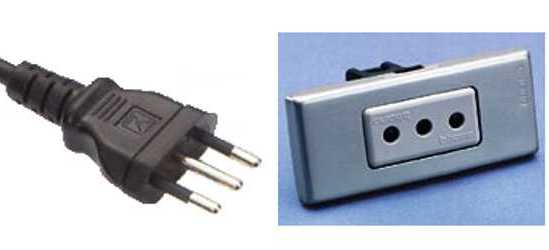
23-16/VII với ổ điện

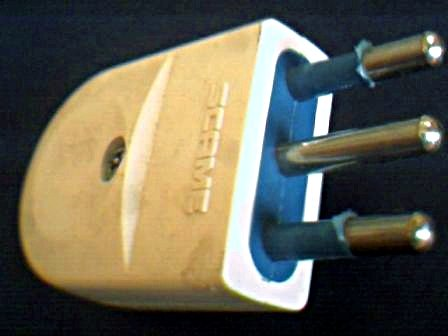
23-16/VII có thể đổi cực được

Loại này là tiêu chuẩn nối điện dân dụng có dây đất của Ý, CEI 23-16/VII, gồm kiểu 10 A và 16 A, khác nhau ở kích thước và khoảng cách giữa các chân. Chúng đối xứng, có thể cắm theo 2 chiều.
CEI 23-16/VII, kiểu 10 A
Kiểu 10 A giống loại C nhưng chân tiếp đất nằm giữa 2 chân tải điện. Các phích này không tương thích với các ổ điện loại khác, nhưng các ổ điện kiểu này có thể dùng với phích loại E, phích Schuko hay phích E lai F.
Các phích này là tiêu chuẩn phổ biến ở Libya, Ethiopia và Chile. Chúng cũng có thể xuất hiện ở Bắc Phi hay trong các tòa nhà cổ ở Tây Ban Nha.
CEI 23-16/VII, kiểu 16 A
Với kiểu 16 A, các chân cách nhau xa thêm vài mm và chúng đều to hơn một tí. Các ổ điện cho loại này có thêm các lỗ đặc biệt dành cho phích kiểu 10 A và loại CEE 7/16. Có cả các ổ điện kiểu này chấp nhận phích CEE 7/7, CEI 23-16/VII 16 A và 23-16/VII 10 A.

### Loại M (D)
BS 546, 15 A

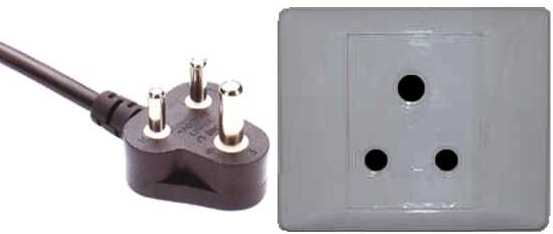
Nối điện loại M

Loại nối điện M, thực tế là cải tạo từ loại D, để chịu được cường độ dòng điện 15 A. Các chân được làm to hơn loại D, với kích thước: 7.05 mm × 21.1 mm. Chân nóng và nguội cách nhau 25.4 mm và chân tiếp đất cách 2 chân kia 28.6 mm. Loại này cũng được dùng ở Ấn Độ, Sri Lanka, Nepal và Namibia cho các thiết bị tiêu thụ dòng lớn. Một vài ổ điện loại M có thể dùng được với phích loại D.
Vài quốc gia, như Nam Phi, dùng loại này như hệ thống nối điện dân dụng chủ yếu, với các ổ điện luôn có công tắc đóng mở để tăng tính an toàn. Loại M này cũng được dùng rộng rãi ở Vương quốc Liên hiệp Anh và Bắc Ireland cho các rạp hay đại sảnh với hệ thống đèn chiếu thay đổi được cường độ sáng, hoặc hệ thống các ổ điện được điều khiển qua một trung tâm. Hệ thống này giúp tập trung dòng điện qua một cầu chì trung tâm, tránh rắc rối khi phải thay các cầu chì riêng lẻ. Phích cắm có cầu chì riêng không thuận lợi cho các hệ thống như vậy, nhưng chúng chiếm ưu thế trong gia đình vì chúng bảo đảm an toàn cho từng thiết bị, cho phép sử dụng các ổ điện dân dụng chịu dòng lớn đến 32 ampe.

## Chú ý về an toàn
Với loại C, E, F, J, K, & L ở châu Âu
Nhiều nước Châu Âu sử dụng cùng kiểu 2 chân nóng - nguội cơ bản, nhưng thay đổi về chân nối đất. Do đó khi di chuyển giữa các nước, rất dễ bị gặp phải trường hợp chân nối đất không tiếp xúc, dù 2 chân tải điện có thể tiếp xúc. Điều này cũng đúng cho các phích châu Âu bị ép cắm vào ổ điện của Anh. Nối đất ở nhiều nơi trên châu Âu cũng không có hoặc không đảm bảo chất lượng, đặc biệt là ở các khu nhà cũ.
Cho các nước đang phát triển
Tại các nước đang phát triển, trong đó có Việt Nam, các tiêu chuẩn còn thiếu hoặc không được tuân thủ nghiêm ngặt. Ngoài ra chất lượng nguồn điện, gồm hiệu điện thế và tần số, có thể dao động, cùng với khả năng có các đợt mất điện không báo trước. Nhiều làng mạc có thể chưa có điện. Tại các thành phố, nhiều chuẩn về hiệu điện thế hoặc tần số có thể cùng tồn tại, thậm chí trong một khu nhà. Các chỗ nối đất có thể thiếu, hoặc nếu có cũng có thể không đảm bảo. Các chức năng an toàn phải luôn được kiểm tra cẩn thận trước khi tin dùng.
Cho Việt Nam
Ở Việt Nam, nhiều nhận xét trên áp dụng đúng. Hiệu điện thế thông dụng là 220 V nhưng có thể dao động mạnh. Tần số tương đối ổn định ở 50 Hz. Tình trạng mất điện có thể xảy ra bất ngờ bất cứ lúc nào, kể cả ở các thành phố. Tiêu chuẩn TCVN 6190:1999 quy định các phích cắm điện và ổ cắm theo kiểu A (2 chân), B (3 chân), C (2 chân) và K (3 chân). Nhưng thông dụng nhất là loại A và C, 2 chân, do đó các dây nối đất thường rất thiếu. Các phích cắm loại B thường bị bẻ chân nối đất đi để cắm vào ổ cắm loại A. Hầu như không thấy phích cắm loại K trên thị trường. Rất nhiều tiêu chuẩn khác cũng được sử dụng, kết hợp với các ổ chuyển tiếp. Nhiều phích điện đang lưu hành tại Việt Nam không đạt tiêu chuẩn về lực rút phích cắm, chiều dài đường rò, khe hở không khí, khả nǎng chịu nhiệt, không ghi địa chỉ cơ sở sản xuất, các chỉ tiêu chất lượng...
Cho Hồng Kông, Anh...
Cần sử dụng các phích có cầu chì theo tiêu chuẩn BS1362. Việc dùng các phích Schuko hay phích Pháp cho các ổ điện theo Tiêu chuẩn Anh sẽ không cho tiếp xúc đất tốt. Khi chọn ổ chuyển tiếp, cần đảm bảo chúng có cầu chì theo chuẩn BS1362 và (nếu thiết bị cần nối đất) các tiếp xúc nối đất phải tương thích.
Khi mang đồ điện theo Tiêu chuẩn Anh (phải được cách điện kép) ra các nước khác, cũng cần mang theo chuyển tiếp tuân thủ chuẩn BS5733.
Cho các sửa chữa
Nếu phích điện của thiết bị mới mua không cắm vừa ổ điện, đừng nên sửa chữa lại phích điện và ổ điện. Ngay cả sau khi sửa, chúng có vẻ hoạt động, chúng vẫn có thể không an toàn. Một điều kiện sử dụng thay đổi có thể làm lộ ra nhược điểm của việc sửa chữa, và lúc đó có thể sẽ là quá muộn. Không nên tạo rủi ro cho cuộc sống và tài sản. Có thể dùng các ổ chuyển nối thay vì sửa chữa. Hỏi ý kiến các nhà chuyên môn nếu không chắc.